# Zwadderich
Zwadderich (Engels: Slytherin) is een van de vier afdelingen van Zweinstein uit J.K. Rowlings zevendelige boekenserie Harry Potter. De andere drie afdelingen zijn Griffoendor, Huffelpuf en Ravenklauw.
De afdeling staat bekend om haar sluwheid, ambitie, leiderschap en trots en is gesticht door Zalazar Zwadderich. Zwadderich heeft de meeste Duistere Tovenaars voortgebracht. Heer Voldemort heeft zelf ook bij Zwadderich gezeten. Het afdelingshoofd was professor Severus Sneep tot juni 1997. Vanaf toen werd Hildebrand Slakhoorn het afdelingshoofd. Hij bekleedde deze functie al eerder, voordat Sneep afdelingshoofd werd.

## Naam
In de Engelse naam Slytherin herkennen we de woorden slither (voortglijden) en sly (sluw, geslepen), woorden die verwijzen naar de slang in het afdelingswapen en het gedrag van de studenten. Het Nederlandse zwadder is een oud woord voor slangengif, slijm, kwijl.

## Locatie
De locatie van de leerlingenkamer van Zwadderich is, net als bij de andere afdelingen, geheim voor hen die niet tot Zwadderich behoren. De leerlingenkamer bevindt zich in de kerkers achter een geheime wand. Hoewel je het niet kunt zien, bevindt de leerlingenkamer zich onder het Grote Meer.

## Afdelingswapen
Het afdelingswapen van Zwadderich is een slang met groene en zilveren kleuren. De slang is ook het teken van de afdeling. Groen en zilver zijn de afdelingskleuren. De slang is ook het teken van Voldemort en die zat in de afdeling Zwadderich. Daarom heeft hij een slang als Duistere Teken.

## Afdelingsspook
De afdelingsgeest is De Bloederige Baron, die, toen hij nog leefde, verliefd was op Helena Ravenklauw, de afdelingsgeest van Ravenklauw.

## Overige Zwadderaars
Zwadderaars met een eigen artikel:
- Marten Vilijn (Heer Voldemort)
- Lucius, Narcissa, Draco en Scorpius Malfidus
- Albus Potter
- Regulus Zwarts
- Firminus Nigellus Zwarts
- Bellatrix van Detta
- Hildebrand Slakhoorn
- Severus Sneep
- Rodolphus van Detta
- Dorothea Omber
- De hele familie Zwarts, met uitzondering van Sirius en Nymphadora Tops